# Madge Lake
Madge Lake är en sjö i Kanada.   Den ligger i provinsen Saskatchewan, i den sydöstra delen av landet, 2 000 km väster om huvudstaden Ottawa. Madge Lake ligger 607 meter över havet. Arean är 21,0 kvadratkilometer. Den sträcker sig 5,6 kilometer i nord-sydlig riktning, och 5,7 kilometer i öst-västlig riktning.
I omgivningarna runt Madge Lake växer i huvudsak blandskog. Trakten runt Madge Lake är nära nog obefolkad, med mindre än två invånare per kvadratkilometer.